# Feudin' Banjos
Feudin' Banjos, anche riportato con la grafia Feuding Banjos, è un brano bluegrass per due banjo di Arthur "Guitar Boogie" Smith, composto nel 1954 e registrato l'anno seguente da Smith e Don Reno.
La traccia ebbe un primo momento di notorietà quando, nel 1963, venne usata nell'episodio Briscoe Declares for Aunt Bee della serie TV The Andy Griffith Show. Guadagnò però  fama internazionale nel 1972 grazie alla cover di Eric Weissberg e Steve Mandell intitolata Duelling Banjos.

## Formazione
- Arthur "Guitar Boogie" Smith – banjo
- Don Reno – banjo

## Cover

### Cover di Eric Weissberg e Steve Mandell
La versione più nota di Feudin' Banjos è quella di Eric Weissberg e Steve Mandell del 1972, intitolata Duelling Banjos, che, dopo essere stata usata nella colonna sonora del film Un tranquillo weekend di paura, entrò ai primi posti delle classifiche.

### Altre cover
- Martin Mull fece una cover per tube intitolata Dueling Tubas, comparsa nell'album Martin Mull & His Fabulous Furniture In Your Living Room del 1973 e su singolo.[4]
- L'album Absurd-Ditties del 1993 dei Toy Dolls contiene una cover del brano intitolata Drooling Banjos.